# Elsie Dalyell
Elsie Jean Dalyell OBE (Nuovo Galles del Sud (Newtown), 13 dicembre 1881 – Nuovo Galles del Sud (Greenwich), 1º novembre 1948) è stata un medico australiano; specializzata in patologia, durante la prima guerra mondiale, prestò servizio nel Royal Army Medical Corps in tutta Europa e fu nominata ufficiale dell'Ordine dell'Impero Britannico alla conclusione della guerra.

## Primi anni di vita e formazione
Elsie Dalyell nacque nel 1881 a Newtown, Nuovo Galles del Sud, da James Melville Dalyell, un ingegnere minerario, e Jean McGregor. Frequentò la Sydney Girls' High School sotto la sua prima preside Lucy Garvin e in seguito l'Università di Sydney, dove studiò arte e scienze per un anno prima di passare a medicina nel 1906. Durante la sua permanenza all'università, fu residente al Women's College, che poco dopo descrisse come "il più piacevole [momento] nella mia vita". Conseguì la laurea in Medicina nel 1909, diventando una delle prime donne della facoltà a laurearsi con il massimo dei voti e la lode, e completò un Master in Chirurgia nel 1910.

## Carriera
Dopo la laurea, Dalyell ottenne un ruolo di dimostratrice di patologia all'università. La sua prima posizione professionale fu come ufficiale medico residente presso il Royal Prince Alfred Hospital di Sydney. Nel 1912 divenne la prima donna australiana a ricevere una Borsa di studio Commemorativa di Beit per la ricerca medica, che la portò a Londra per completare la ricerca presso il Lister Institute of Preventive Medicine, per la ricerca sulla gastroenterologia nei bambini.
Quando scoppiò la prima guerra mondiale, lasciò l'istituto per unirsi allo sforzo bellico; finì a Skopje, Macedonia, nel 1915 per aiutare a gestire l'epidemia di tifo dell'epoca. Si unì allo Scottish Women's Hospitals for Foreign Service nel 1916 e ai Royal Army Medical Corps nel 1917: questi impegni congiunti la portarono in Francia, Grecia, Malta e Turchia. Il RAMC le affidò la responsabilità di un laboratorio presso il 63º Ospedale Generale di Salonicco, un livello di responsabilità che prima non era stato assegnato alle donne. Nel 1919 fu nominata Ufficiale dell'Ordine dell'Impero Britannico (O.B.E.) e fu decorata dal Governo della Serbia. Tornò in Australia nel 1920.
La Dalyell assunse poi il ruolo di medico senior presso un gruppo di ricerca a Vienna guidato da Harriette Chick, descrivendo la clinica come "la clinica infantile più scientifica" con "il personale più altamente qualificato al mondo". Lì completò un'ampia ricerca sulle malattie pediatriche legate alla malnutrizione, compreso il rachitismo. Nel 1923 tornò a Sydney per un giro di conferenze, ma scoprì di avere pochissime opportunità di lavoro. Il suo tentativo di aprire uno studio privato fallì e alla fine fu assunta dal Dipartimento di sanità pubblica del Nuovo Galles del Sud come assistente microbiologa nel 1924. Fu membro del comitato del Rachel Forster Hospital for Women and Children dal 1925 al 1935.
Dalyell Street nel sobborgo di Canberra di Chisholm prende il nome da lei.

## Vita privata
Negli anni successivi visse a Greenwich, nel Nuovo Galles del Sud. Le sue nipoti, Elsa e Lindsay "Jean" Hazelton, vissero con lei fino a quando Jean si suicidò nel 1931. La Dalyell si ritirò nel 1946 e morì il 1º novembre 1948 di malattia cardiaca ipertensiva complicata da un'occlusione coronarica.

## Opere selezionate
- Elsie Jean Dalyell e Harriet Chick, Hunger - osteomalacia in Vienna, 1920: its relation to diet, Londra, The Lancet, 1921.